# フリーキー・スタイリー
『フリーキー・スタイリー - Freaky Styley』は、レッド・ホット・チリ・ペッパーズのアルバム。
脱退していたヒレル・スロヴァクが復帰してのアルバム。プロデューサーはファンク界の大御所Pファンク軍団総帥であるジョージ・クリントン。また楽曲においてもザ・ミーターズの「ハリウッド - Hollywood (Africa)」や、スライ&ザ・ファミリー・ストーンの「イフ・ユー・ウォント・ミー・トゥ・ステイ - If You Want Me to Stay」など黒人ファンクを大胆にカバーしている。さらに「ザ・ブラザーズ・カップ - The brothers cup」ではジョージ・クリントンの本職パーラメントの代表アルバム『マザーシップ・コネクション』に収録される代表曲「ギヴ・アップ・ザ・ファンク」をイメージしていると思われる。この頃あたりからフリーのベースに一層ファンク色が追加される。

## 収録曲

### オリジナル盤
1. ジャングル・マン - Jungle Man (Flea, Kiedis, Martinez, Slovak)- 4:09
シングルカット曲。タイトルのジャングル・マンとはフリーのことであり、アンソニーがフリーのステージでの狂喜的な振る舞いを元して歌詞を書いた。
2. ハリウッド - Hollywood (Africa) (The Meters) - 5:03
ザ・ミーターズのカバー。
3. アメリカン・ゴースト・ダンス - American Ghost Dance (Flea, Kiedis, Martinez, Slovak) - 3:51
4. イフ・ユー・ウォント・ミー・トゥ・ステイ - If You Want Me to Stay (Sly Stone) - 4:07
Sly Stoneのカバー。バンドのカバー曲としては珍しく、ほぼ原曲どおりにカバーしている。
5. ネヴァー・マインド - Nevermind (Flea, Kiedis, Irons, Slovak) - 2:47
当時のライブではアンコールの定番として扱われていた曲。
6. フリーキー・スタイリー - Freaky Styley (Flea, Kiedis, Martinez, Slovak) - 3:39
7. ブラックアイド・ブロンド - Blackeyed Blonde (Flea, Kiedis, Martinez, Slovak) - 2:40
8. ザ・ブラザーズ・カップ - The Brothers Cup (Flea, Kiedis, Martinez, Slovak) - 3:27
9. バトルシップ - Battle Ship (Flea, Kiedis, Martinez, Slovak) - 1:53
10. ラヴィン・アンド・タッチン - Lovin' and Touchin' (Flea, Kiedis, Martinez, Slovak) - 0:36
11. カソリック・スクール・ガールズ・ルール - Catholic School Girls Rule (Flea, Kiedis, Martinez) - 1:55
パンク的なフィーリングが初めて顕著に出たナンバー。「3rd~4thにおける音楽性の走り」（SPIN誌のフリーのインタビュー）
12. セックス・ラップ - Sex Rap (Flea, Kiedis, Irons, Slovak) - 1:54
13. サーティ・ダーティ・バーズ - Thirty Dirty Birds (Flea, Kiedis, Martinez, Slovak) - 0:14
14. ヤートル・ザ・タートル - Yertle the Turtle (Flea, Kiedis, Martinez, Slovak) - 3:46

### リマスター再発売盤ボーナス・トラック
1. ネヴァー・マインド (デモ) - Nevermind (demo) (Flea, Kiedis, Irons, Slovak) - 2:17
2. セックス・ラップ (デモ) - Sex Rap (demo) (Flea, Kiedis, Irons, Slovak) - 1:37
3. フリーキー・スタイリー (オリジナル・ロング・ヴァージョン) - Freaky Styley (original long version) (Flea, Kiedis, Martinez, Slovak) - 8:49
4. ミリオネアーズ・アゲインスト・ハンガー - Millionaires Against Hunger (Flea, Kiedis, Martinez, Slovak) - 3:28